# Saridoscelis
Saridoscelis é um gênero de mariposa pertencente à família Acrolepiidae.